# HIP 11915
HIP 11915 (также известная как HD 16008)— звезда северного созвездия Кита.
Имея видимую звёздную величину 8,58m, звезда невидима невооружённым глазом, но может наблюдаться в хороший бинокль. Она находится на расстоянии 190 св. лет (57 пк) от Земли и является одним из ближайших близнецов Солнца. Она очень похожа на наше Солнце, в том числе по массе, радиусу, температуре, будучи всего на 500 миллионов лет моложе Солнца и имея более низкую металличность.
Также у звезды известен планетарный компаньон, HIP 11915 b, который имеет массу и орбитальное расстояние очень похожие на юпитерианские, но вероятно, с чуть большим эксцентриситетом орбиты.

## Звёздные характеристики
HIP 11915 — жёлтый карлик, то есть звезда примерно солнечной массы, и вероятно, радиусом 101 % солнечного. Она имеет температуру 5 760 К и её возраст 4,16 миллиарда лет. Звезда почти на 500 миллионов лет моложе Солнца, чей возраст составляет около 4,6 млрд лет и чья температура 5 778 К. Звезда несколько бедна металлами, её металличность ([Fe / H]) около −0,059, что составляет около 87 % от количества металлов на Солнце. Учитывая, что по свойствам звезда подобна Солнцу, то её светимость, вероятно, близка к солнечной (± около 10 % в условиях неопределённости).

## Планетная система
Планетная система HIP 11915
Система содержит газовый гигант, HIP 11915 b, с массой и орбитой очень похожими на юпитерианские, местоположение его также находится приблизительно на том же расстояние от звезды, как и в Солнечной системе. Открытие HIP 11915 b является весьма существенным, так как оно является планетной системой, которая очень похожа на ту, что существует в нашей Солнечной системе. Данные о лучевых скоростях указывают на то, что в системе нет газового гиганта с орбитальным периодом менее 1 000 дней. Это означает, что есть вероятность существования одной или нескольких планет земной группы во внутренних частях системы, а также возможность обитаемой планеты, такой как Земля. Это открытие было сделано в обсерватории Ла-Силья в Чили, используя высокоточное измерение лучевых скоростей с помощью прибора HARPS, установленного на 3,6-метровом телескопе Европейской южной обсерватории.

## Сравнение с Солнцем
Данный подраздел посвящён сравнению Солнца и  HIP 11915.
| Название  | J2000 координаты   | J2000 координаты | Расстояние (св.лет) | Спектральный класс | Масса ({\displaystyle M\odot }) | Радиус ({\displaystyle R\odot }) | Температура (K) | Металличность (%) | Возраст (млрд. лет) | Примечания |
| Название  | Прямое восхождение | Склонение        | Расстояние (св.лет) | Спектральный класс | Масса ({\displaystyle M\odot }) | Радиус ({\displaystyle R\odot }) | Температура (K) | Металличность (%) | Возраст (млрд. лет) | Примечания |
| --------- | ------------------ | ---------------- | ------------------- | ------------------ | ------------------------------- | -------------------------------- | --------------- | ----------------- | ------------------- | ---------- |
| Солнце    | —                  | —                | 0.00                | G2V                | 1                               | 1                                | 5,778           | 100               | 4.6                 | [ 14 ]     |
| HIP 11915 | 02ч 33м 49.02с     | −19° 36′ 42.5″   | 190                 | G5V                | 1.00                            | 1.01                             | 5,760           | 87                | 4.1                 | [ 15 ]     |